# Euaresta aequalis
Euaresta aequalis es una especie de insecto del género Euaresta de la familia Tephritidae del orden Diptera.

El tórax es amarillo. Las alas tienen un diseño complejo.
Las larvas se alimentan de las semillas de Xanthium strumarium. Está distribuida desde el sur de Canadá a todos los Estados Unidos. Recientemente se la ha encontrado en México. Ha sido introducida en Australia para controlar a la plaga invasora Xanthium strumarium.

## Historia
Friedrich Hermann Loew la describió científicamente por primera vez en el año 1862.